# Comamonas fluminis
Comamonas fluminis es una especie de bacteria gramnegativa del género Comamonas. Fue descrita en el año 2022. Su etimología hace referencia a río. Es aerobia y móvil por flagelo polar. Tiene un tamaño de 0,6-0,7 μm de ancho por 1,3-2 μm de largo. Forma colonias circulares, convexas y de color crema en agar TSA. Temperatura de crecimiento entre 10-30 °C, óptima de 30 °C. Catalasa y oxidasa positivas. Se ha aislado del río Han, en Corea del Sur. 